# 古川日出男
古川 日出男（ふるかわ ひでお、1966年7月11日 -）は、日本の小説家、劇作家。

## 経歴
福島県郡山市出身。
福島県立安積高等学校卒業。
早稲田大学第一文学部中退後、編集プロダクションに勤務。
高校で演劇部に所属して以降演劇に関わり、1991年より舞台演出家として活動、戯曲も30本以上書いたという。
1994年、『砂の王（ウィザードリィ外伝）』（現在未完）で小説家としてデビュー。
2002年、『アラビアの夜の種族』で第55回日本推理作家協会賞・第23回日本SF大賞を受賞。
2005年、『ベルカ、吠えないのか?』で第133回直木三十五賞候補。
2006年、『LOVE』で第19回三島由紀夫賞受賞。
2006年に入って「朗読ギグ」と呼ばれる自作の音読イベントを積極的に行っており、ZAZEN BOYS向井秀徳や吉増剛造と競演するなど、活動の幅を広げている。2011年の東日本大震災以降は宮沢賢治をテーマとした鎮魂のための朗読ライブを展開し、詩人の管啓次郎や音楽家の小島ケイタニーラブとともに朗読劇『銀河鉄道の夜』ツアーを行った。
2014年、書き下ろし戯曲『冬眠する熊に添い寝してごらん』が蜷川幸雄演出で上演され、第59回岸田國士戯曲賞候補にも挙がり、劇作家としての活動も本格化している。
2015年11月5日、『女たち三百人の裏切りの書』で第37回野間文芸新人賞受賞。2016年2月1日、同作で第67回読売文学賞小説部門受賞。

## 人物
20代後半から村上春樹に傾倒。若手作家が村上作品をトリビュートした「村上春樹RMX」シリーズ（ダヴィンチ・ブックス）の発起人となり、自身は「中国行きのスロウ・ボートRMX（のち『二〇〇二年のスロウ・ボート』に改題）」を手がけた。2009年には村上に対してインタビューを行った。同インタビューは『夢を見るために毎朝僕は目覚めるのです 村上春樹インタビュー集 1997-2009』（文藝春秋、2010年9月）に収録された。
2013年から年一回の開催で始まった文学講座「ただようまなびや 文学の学校」の学校長を務める。2015年11月28日 - 29日に行われた同講座には村上春樹が参加。古川が前年春に村上に打診したことにより参加が実現したという。
影響を受けた作家として村上の他に劇作家の清水邦夫や詩人の吉増剛造、ガルシア＝マルケスやボルヘスなどのラテンアメリカ文学を挙げている。
爆笑問題の太田光や成海璃子、アジアン・カンフー・ジェネレーションの後藤正文、上述の向井秀徳など、芸能人やミュージシャンにもファンが多い。
出身地の郡山市から「フロンティア大使」を委嘱されている。

## 作品リスト

### 単行本
- 『ウィザードリィ外伝II 砂の王(1)』（1994年3月 ログアウト冒険文庫）※公式プロフィールでは記載されておらず、下記『13』がデビュー作となっている。
- 『13』（1998年3月 幻冬舎 / 2002年1月 角川文庫）
- 『沈黙』（1999年8月 幻冬舎）
- 『アビシニアン』（2000年7月 幻冬舎）
  - 【改題】『沈黙／アビシニアン』（2003年7月 角川文庫）
- 『アラビアの夜の種族』（2001年12月 角川書店 / 2006年7月 角川文庫【全3巻】）
- 『中国行きのスロウ・ボートRMX』（2003年7月 ダ・ヴィンチブックス）
  - 【改題】『二〇〇二年のスロウ・ボート』（2006年1月 文春文庫）
- 『サウンドトラック』（2003年9月 集英社 / 2006年9月 集英社文庫【上・下】）
- 『ボディ・アンド・ソウル』（2004年8月 双葉社 / 2008年10月 河出文庫） 
  - 『小説推理』2003年2月号 - 10月号
- 『gift』（2004年10月 集英社 / 2007年11月 集英社文庫）
  - 『小説すばる』2001年6月号 - 2003年1月号にかけて「かわいい壊れた神」として掲載した16編と書き下ろし3編を収録
- 『ベルカ、吠えないのか?』（2005年4月 文藝春秋 / 2008年5月 文春文庫）
- 『LOVE』（2005年9月 祥伝社 / 2010年4月 新潮文庫）
- 『ロックンロール七部作』（2005年11月 集英社）
  - 『小説すばる』2004年1月号、5月号、8月号、11月号、2005年2月号、5月号、8月号
- 『ルート350』（2006年4月 講談社 / 2009年4月 講談社文庫）
  - お前のことは忘れていないよバッハ（『小説現代』2006年2月号）
  - カノン（『小説現代』2003年5月号）
  - ストーリーライター、ストーリーダンサー、ストーリーファイター（『小説現代』2003年8月号）
  - 飲み物はいるかい（『小説現代』2005年9月号）
  - 物語卵（『SF Japan』2003年春季号）
  - 一九九一年、埋め立て地がお台場になる前（『小説現代』2005年2月号）
  - メロウ（『小説現代』2003年2月号）
  - ルート350
- 『僕たちは歩かない』（2006年11月 角川書店 / 2009年11月 角川文庫）
- 『サマーバケーションEP』（2007年3月 文藝春秋 / 2010年6月 角川文庫）
- 『ハル、ハル、ハル』（2007年7月 河出書房新社 / 2010年7月 河出文庫） 
  - ハル、ハル、ハル（『文藝』2006年春号）
  - スローモーション（『文藝』2006年秋号）
  - 8ドッグズ（『文藝』2007年夏号）
- 『ゴッドスター』（2007年11月 新潮社 / 2010年11月 新潮文庫） 
  - 『新潮』2007年4月号
- 『聖家族』（2008年9月 集英社 / 2014年1月 新潮文庫【上・下】） 
  - 複数の雑誌及びWebへの発表作品に書き下ろしを加え再構成した小説
  - 狗塚らいてうによる「おばあちゃんの歴史」（『すばる』2006年6月号）
  - 地獄の図書館・白石（『小説すばる』2006年4月号）
  - 地獄の図書館・大潟（『小説すばる』2006年7月号）
  - 地獄の図書館・郡山（『小説すばる』2006年10月号）
  - 「見えない大学」附属図書館（『すばる』2007年3月号）
  - 聖兄弟（『青春と読書』2006年6月号 - 2007年3月号）
  - 聖兄妹（『小説すばる』2007年7月号 - 9月号）
  - 記録シリーズ・鳥居（『早稲田文学フリーペーパーWB』vol.09 2007年3月）
  - 記録シリーズ・天狗（集英社WEB文芸 RENZABURO）
- 『MUSIC』（2010年4月 新潮社 / 2012年11月 新潮文庫）
- 『4444』（2010年7月 河出書房新社）
- 『ノン+フィクション』（2010年9月 角川書店）
- 『TYOゴシック』（2011年1月 ヴィレッジブックス）
- 『馬たちよ、それでも光は無垢で』（2011年7月 新潮社）ISBN 978-4101305363
- 『春の先の春へ 震災への鎮魂歌 宮澤賢治「春と修羅」をよむ』（2012年1月 左右社）
- 『ドッグマザー』（2012年4月 新潮社）
  - 冬（『新潮』2010年7月号）
  - 疾風怒濤（『新潮』2011年2月号）
  - 二度目の夏に至る（『新潮』2012年2月号）
- 『舗装道路の消えた世界』（2012年11月 河出書房新社） - イラストレーション：黒田潔
- 『南無ロックンロール二十一部経』（2013年5月 河出書房新社）
- 『ミグラード　朗読劇「銀河鉄道の夜」』（2013年 勁草書房）CDブック（管啓次郎・柴田元幸・小島ケイタニーラブとの共著）
- 『女たち三百人の裏切りの書』（2015年4月 新潮社）
- 『あるいは修羅の十億年』（2016年3月 集英社）
- 『偽ガルシア＝マルケス』（2016年 Amazon Kindle）
- 『平家物語　犬王の巻』（2017年 河出書房新社 / 2021年 河出文庫）
- 『非常出口の音楽』（2017年 河出書房新社）
- 『ミライミライ』（2018年2月 新潮社）
- 『とても短い長い歳月（THE＊MEGA MIX 作品集 PORTABLE FURUKAWA）』（2018年 河出書房新社）
- 『グスコーブドリの太陽系 宮沢賢治リサイタル＆リミックス』（2019年 新潮社）
- 『木木木木木木(※)おおきな森』（※「木木木木木木」は森の下に木3つが正式表記）（2020年4月 講談社）
- 『曼陀羅華X』（2022年3月 新潮社）

### 単行本未収録作品
- コレハ避難訓練デス（『読売新聞夕刊』2006年6月10日）
- デーモン（『FICTION ZERO / NARRATIVE ZERO』講談社、2007年8月）
- 叱れフルカワヒデオ叱れ（『hon-nin』vol.03、vol.05、vol.06）
- 叱れ叱れフルカワヒデオ叱れ叱れ（『hon-nin』vol.08・2008年9月8日）
- 大竹伸朗のアトリエ（『新潮』2008年11月号）
- 王子たち（『界遊004』2010年5月号）

### アンソロジー参加作品
「」内が古川日出男の作品
- ザ・ベストミステリーズ 2006 推理小説年鑑（2006年7月 講談社）「マザー、ロックンロール、ファーザー」
  - 【分冊・改題】曲げられた真相 ミステリー傑作選（2009年11月 講談社文庫）
- 極上掌篇小説（2006年11月 角川書店）「あたしたち、いちばん偉い幽霊捕るわよ」
- アクロス・ザ・ユニバース 林檎をめぐる物語（2008年7月 ソニー・マガジンズ）「なんてこった！」
- 文学2015（2015年4月 講談社）「鯨や東京や三千の修羅や」

### 小説以外の作品
- 対談集
  - 『フルカワヒデオスピークス！』（2009年11月 アルテスパブリッシング）
- 評論
  - 『小説のデーモンたち』（2013年12月 スイッチ・パブリッシング）
- 戯曲
  - 『冬眠する熊に添い寝してごらん』（2014年1月 新潮社）
- 絵本
  - 『コレクションさん』（2013年6月 青林工藝舎） - イラストレーション：後藤友香
- 音楽
  - MUSIC 無謀の季節（フルカワヒデオプラス名義、2009年1月7日）[8]
    - 古川日出男（voice）、itoken（drums）、植野隆司（guitars）、戸塚泰雄（rhythm machine）

  - ワンコインからワンドリップ（the coffee group名義、2010年7月14日）
    - 古川日出男（朗読）、蓮沼執太（作曲）、小島ケイタニーラブ(作詞・歌唱)、鈴木雄介（coffee）、近藤恵介（artwork）

  - Tsuuka 蓮沼執太 remix feat. 古川日出男（空間現代マンスリー・リミックス・シリーズ第5弾、2013年8月25日）
    - 古川日出男（朗読）、蓮沼執太（リミックス）
- 現代語訳
  - 『平家物語』池澤夏樹=個人編集 日本文学全集09（2016年12月 河出書房新社）、河出文庫（全4巻）で再刊
- インタビュー集
  - 『「小説家」の二〇年　「小説」の一〇〇〇年／ササキアツシによるフルカワヒデオ』（2018年 Pヴァイン）（佐々木敦との共著）
- ノンフィクション
  - 『ゼロエフ』（2021年 講談社）

## 古川日出男の特集を組んだ雑誌
- ユリイカ（2006年8月号）特集「古川日出男 雑種の文学」
- 文藝（2007年秋季号）
- FICTION ZERO/NARRATIVE ZERO（2007年8月、講談社）
- エクス・ポ増刊 古川日出男∞（HEADZ発行のフリーペーパー、2008年9月配布）
- 界遊 002（2009年3月、界遊制作委員会）

## 映像化作品
- 犬王（2022年公開） - アニメ映画。『平家物語 犬王の巻』が原作。
- 平家物語（2022年放映） - テレビアニメ。『池澤夏樹=個人編集 日本文学全集09 平家物語』が原作。